# Tunelul Mateuți
Tunelul Mateuți este un Tunel feroviar⁠(de)[traduceți] în uz localizat în localitatea Mateuți din raionul Rezina, Republica Moldova, edificat pentru a deservi tronsonul de cale ferată dintre Mateuți și Bălți. În prezent este singurul tunel feroviar [aflat în uz] din republică.

## Istoric
A fost construit în perioada 1891-1893 (calea ferată respectivă fiind edificată în perioada 1892-1894) și a fost primul tunel de acest tip, din Basarabia. Proiectul a aparținut inginerului Nicolae Apostolopulo, responsabil pentru construcția segmentului de cale ferată Bălți–Râbnița.
La intrarea trupelor române în Basarabia în timpul celui de-Al Doilea Război Mondial, tunelul a fost găsit distrus. Refăcut în 1945, în prezent alături de semnificația sa socio-economică, are și una turistică, fiind inclus în Registrul monumentelor Republicii Moldova ocrotite de stat aflate în raionul Rezina.

## Caracteristici
Se află localizat între Lipceni și Mateuți. Are o lungime de 165 m, fiind săpat în stâncă în Defileul Mare al Ciornei.